# 그날 밤 캠퍼스에선 무슨 일이 일어났나
《그날 밤 캠퍼스에선 무슨 일이 일어났나》는 2003년 10월 3일에 MBC에서 방영한 베스트극장이다.

## 기획 의도
언론 매체를 통해 성추행 사건을 다룬 기사가 자주 등장하며 대학교 내외적으로 공공연한 문제가 되고 있다. 하지만 학생들의 반발에도 불구하고 가해자는 경미한 처벌만 받고 다시 제자리로 돌아오고, 피해자는 늘 침묵하고 피해를 감수할 수밖에 없다. 이에 약자로서 색다른 방법으로 자기 권리를 찾아 가는 이야기를 통해 학교 안의 부조리한 현실을 이슈화해보려 한다.

## 줄거리
어느 날 아침 한국대학의 명망 있는 교수 김희태의 여조교 추행 장면이 인터넷으로 유포되는 사건이 발생한다. 학장 오정숙은 이 사건이 학교의 명예에 심하게 손상을 주었다고 판단해 주동자를 자신이 직접 찾아내리라 결심하고 오랜 친구 박인철 형사반장에게 도움을 청한다.

## 등장 인물

### 주요 인물
- 정선경 : 민호연 역 - 교수
- 배영선 : 정수민 역 - 조교
- 이도경 : 강진경 역 - 학생

### 그 외 인물
- 한인수 : 김희태 역 - 한국대학 교수
- 오미연 : 오정숙 역 - 한국대학 학장
- 최성준 : 최치수 역
- 송기윤 : 박인철 역 - 형사반장, 학장의 오랜 친구
- 이경호
- 김종석
- 이매리 : 여성이 좋다 진행자 역
- 김민석
- 맹찬재
- 최형석
- 최세환
- 장언
- 권우희
- 주종혁
- 최은경